# Havsgösfiskar
Havsgösfiskar (Sciaenidae) är en familj i underordningen abborrlika fiskar (Percoidei). Familjen består av 66 släkten med tillsammans ungefär 280 arter. De har en särskilt lång uppriktad ryggfena. Några arter kan nå en längd av 2 meter och en vikt av 100 kg. Hanarna utför under parningsleken ljud med simblåsan som liknar trummans klang.
Havsgösfiskar lever i Atlanten, Stilla havet och Indiska oceanen i närheten av korallrev. De är aktiva under natten och gömmer sig på dagen i håligheter.
Det vetenskapliga namnet är bildat av det grekiska ordet skiaina som är namnet för en fisk.
För släkten och arter , se kategori:Sciaenidae.